# 貝加爾—阿穆爾鐵路

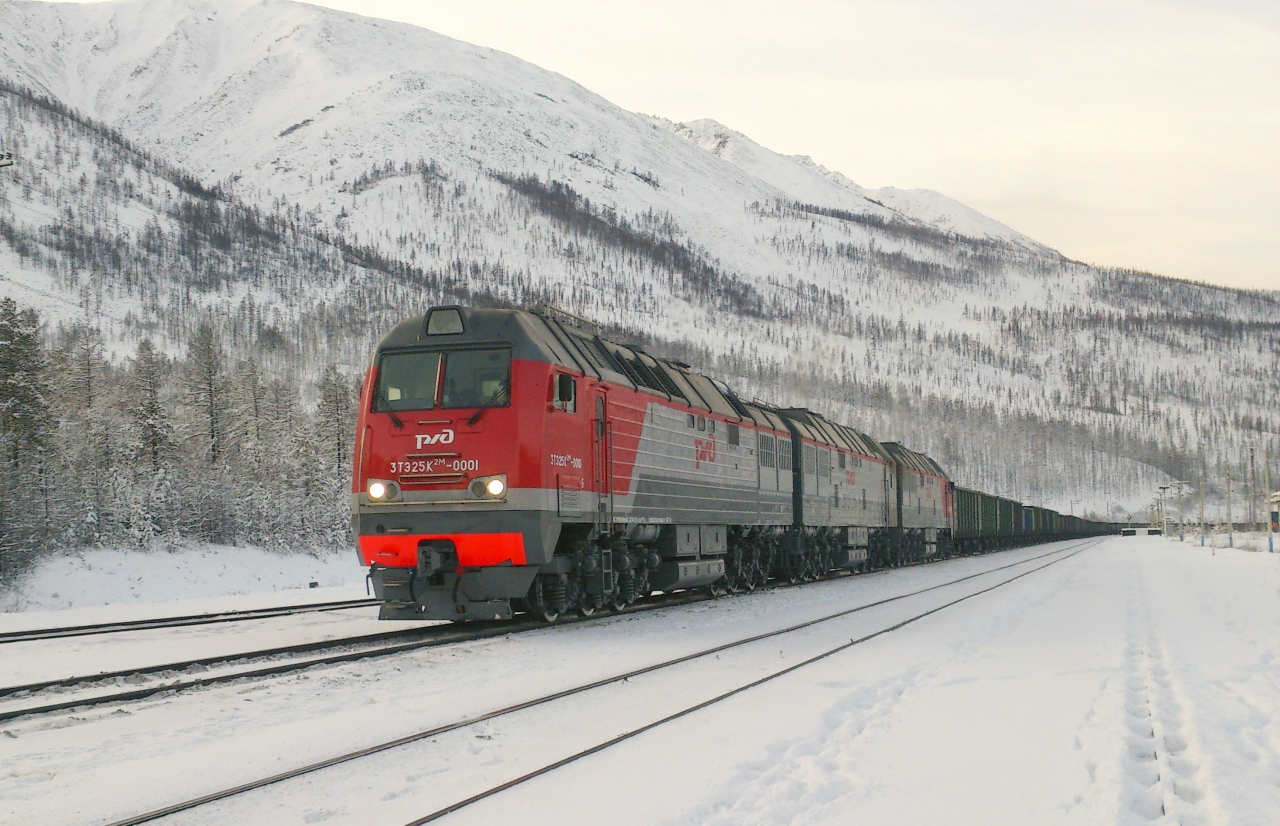
列车行驶于贝阿铁路

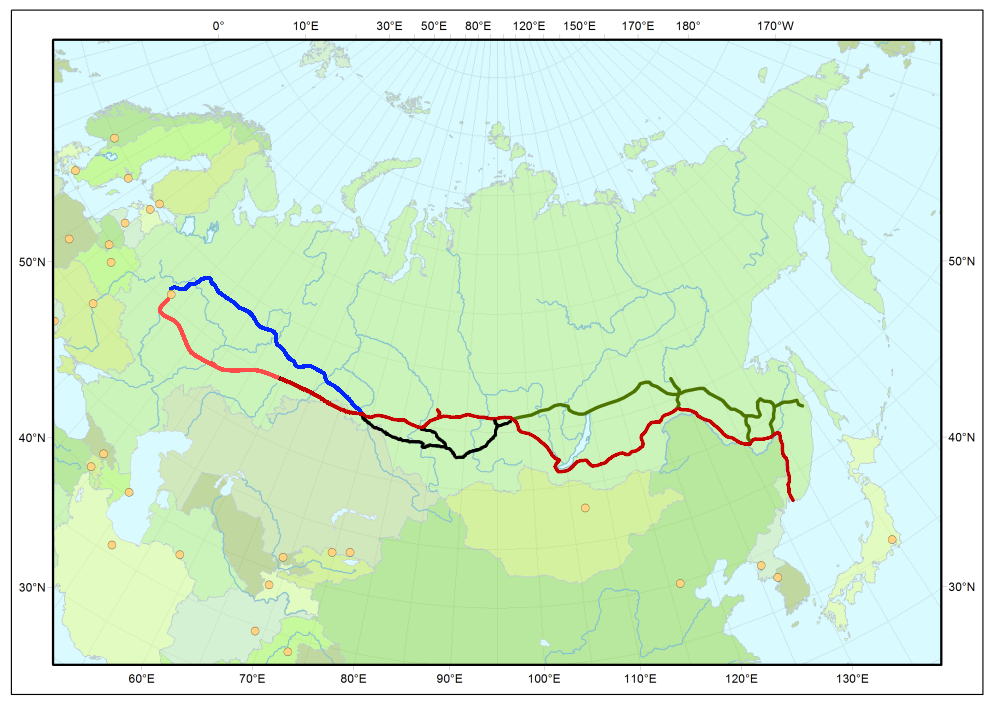
紅線為西伯利亞鐵路，綠線為貝阿鐵路

貝加爾－阿穆爾鐵路，簡稱贝阿铁路（羅馬化：Baykalo-Amurskaya magistral’ (BAM)），全長4,234公里。是蘇聯為應二战前远东的緊張局势以及1970年代中苏重兵对峙局势，抢建的战略性鐵路 (因為原西伯利亞鐵路的正線相當接近中國邊境)。新線與原線相距610-770km 。

## 線路
由西伯利亚铁路泰舍特站出發，在布拉茨克過安加拉河，在乌斯季库特过勒拿河，在北贝加尔斯克經過貝加爾湖北端，在阿穆尔河畔共青城過黑龍江。終點是韃靼海峽上的蘇維埃港。 21座隧道总长47 km；超过4,200座桥梁总长超过400km。从泰舍特到塔克西莫1469km为电气化铁路。绝大部分线路为单轨，预留复线条件。
在滕达与阿穆尔－雅库茨克铁路干线相交汇。该线与西伯利亚铁路7273km处的Bamovskaya出岔至滕达这一段，在1972年4月5日重建时曾被称为“小贝阿铁路”。
贝阿铁路沿线穿越外兴安岭等一系列大小山脉，但新修段3145千米中隧道长度仅26.3千米，而且这26.3千米仅由4条长隧道组成。
开通了莫斯科直达雅库茨克的铁路客运列车。泰舍特至腾达运行48小时。
沿途有多条煤矿或水电站铁路支线。如埃尔加(Elga或Elginskoye)煤矿探明储量22亿吨。焦煤生产企业梅切尔集团于2012年1月建成贝阿铁路Ulak站至埃尔加的320km支线铁路。
- 575km: Khrebtovaya至乌斯季伊利姆斯克, 214 km: 1970年开通, 服务于乌斯季伊利姆斯克水电站（英语：Ust-Ilimsk Dam）
- 1257km: Novy Uoyan至贝加尔湖。
- 2364km: 滕达至西伯利亚铁路的Bamovskaya站,180 km，1933年至1937年建设。1942年拆除铁轨运往前线。1972年至1975年重建，称为小贝阿铁路.
- 2364km: 滕达至雅库茨克。
- 3315km: Novy Urgal至西伯利亚铁路的Izvestovskaya站,328 km: 位于布列亚河盆地，二战结束后由日本战俘建设。有一条32 km支线从Novy Urgal向北至切格多门煤矿
- 3837km: 共青城至哈巴罗夫斯克, 374 km; 99 km向南至博隆湖.
- 51km (自共青城起始计算的里程): Selikhin至Cherny Mys, 122 km: 1950年至1953年建设。

贝加尔山隧道长6.7km，替代了1979年至1984年的15km越岭铁路。

## 历史
1880年代，该线路是西伯利亞鐵路远东段的選線方案之一。
1930年代初期，泰舍特至布拉茨克動工建设，当时这段铁路不称作贝阿铁路。在1933年至1935年，贝阿铁路是指西伯利亚铁路在贝加尔湖以东的复线建设工程。
1945年，确定了现今的贝阿铁路的选线设计，承担重轴原油列车运输任务。贝阿铁路的布拉茨克至乌斯季库特（用于沟通勒拿河水运）、阿穆尔河畔共青城至苏维埃港段是二战胜利后驱使日本与德国战俘修建的。分别于1954年和1947建成通车。
1953至1974年間停工。
1973年，苏联设立贝阿铁路建设总局。新建乌斯季库特至阿穆尔河畔共青城段长3,145公里，其中65%建在永久冻土地带。铁路穿越外兴安岭山脉，需要开凿众多长大隧道。整个工程由苏军铁道兵部隊承建，耗资达54.36亿卢布（西方称造價140億美元），每年投资额占到苏联年度基础建设投资总额的1%。列为苏联第十个五年计划两大重点工程之一。被苏联领导人勃列日涅夫公开宣称为“世纪工程”。1974年3月起开始建设。1974年4月召开的苏联列宁共青团十七大宣布贝阿铁路为突击建设项目之一，迪米特里菲利波夫担任共青团贝阿铁路建设指挥部总指挥。1974年底，156 000名团员青年报名，其中5万人获得批准参加建设。于1984年10月27日底竣工，1985年通车。然而到目前為止，很多配套工程至今仍未完工，复线和电气化建设也尚待进行。
1996年，贝阿铁路作为独立运营结束，以哈尼站为界，分别划归东西伯利亚铁路局与远东铁路局。
2003年12月5日，长度为15343m的北穆亚隧道经过27年建设，通车运营。埋深达到了1.5km。被替代的越岭线路长达54km，由于限坡太大需要使用补机机车。
2023年11月30日，北穆亚隧道发生爆炸，造成铁路瘫痪。乌克兰方面声称，此事件是由乌克兰国家安全局实施，四个装置在货运列车行驶时发生爆炸。

## 图集

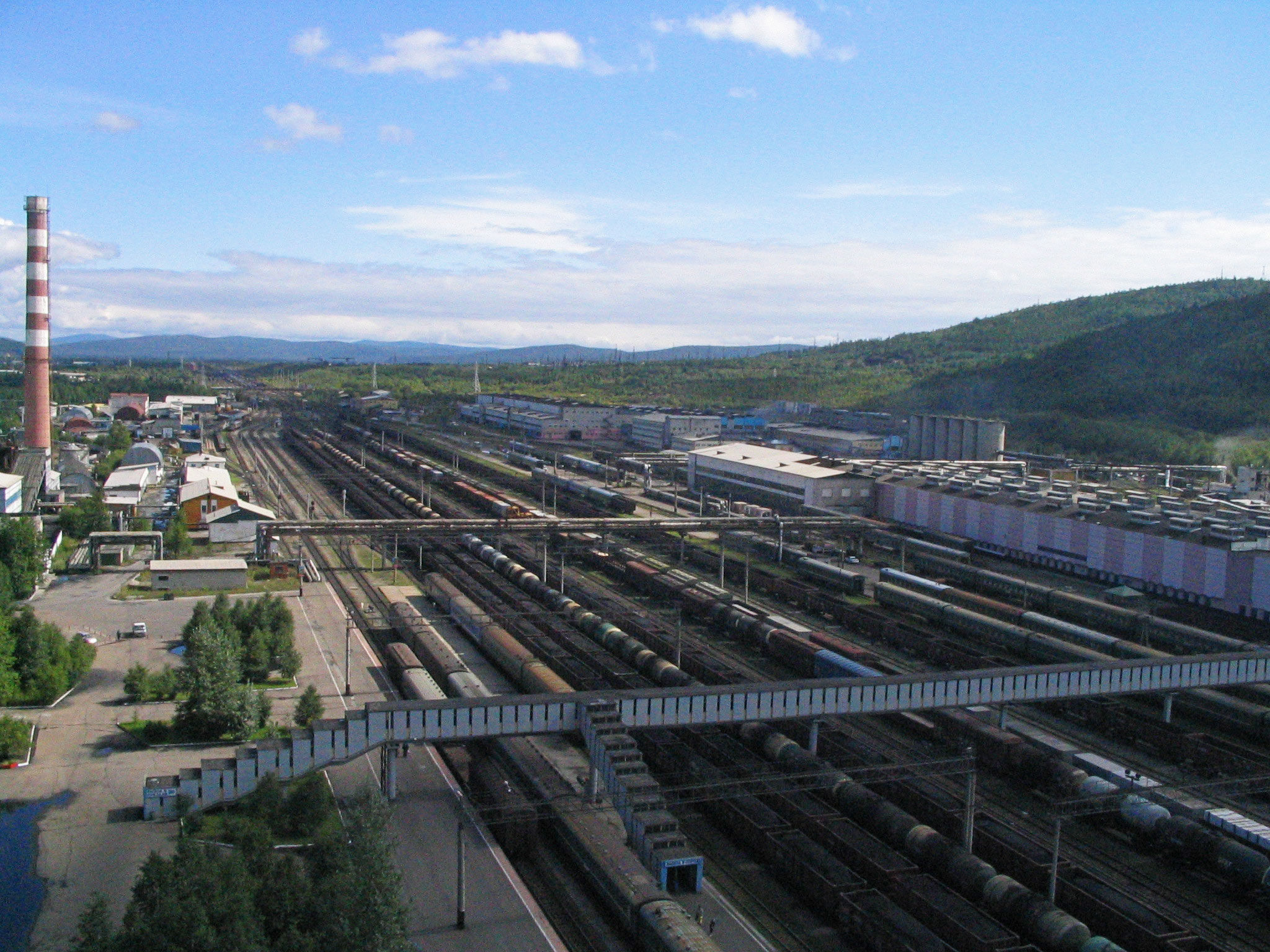
滕达火车站
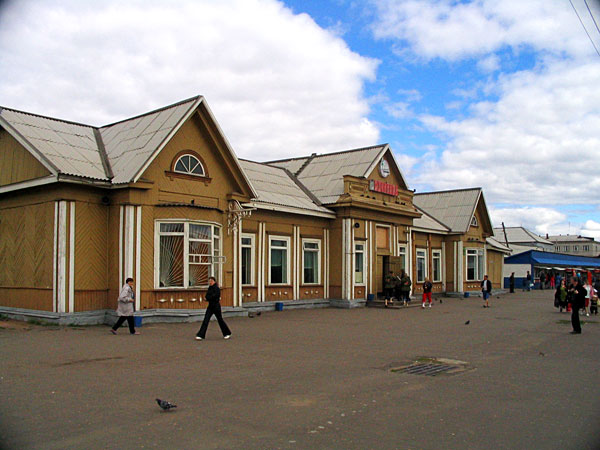
维霍列夫卡火车站
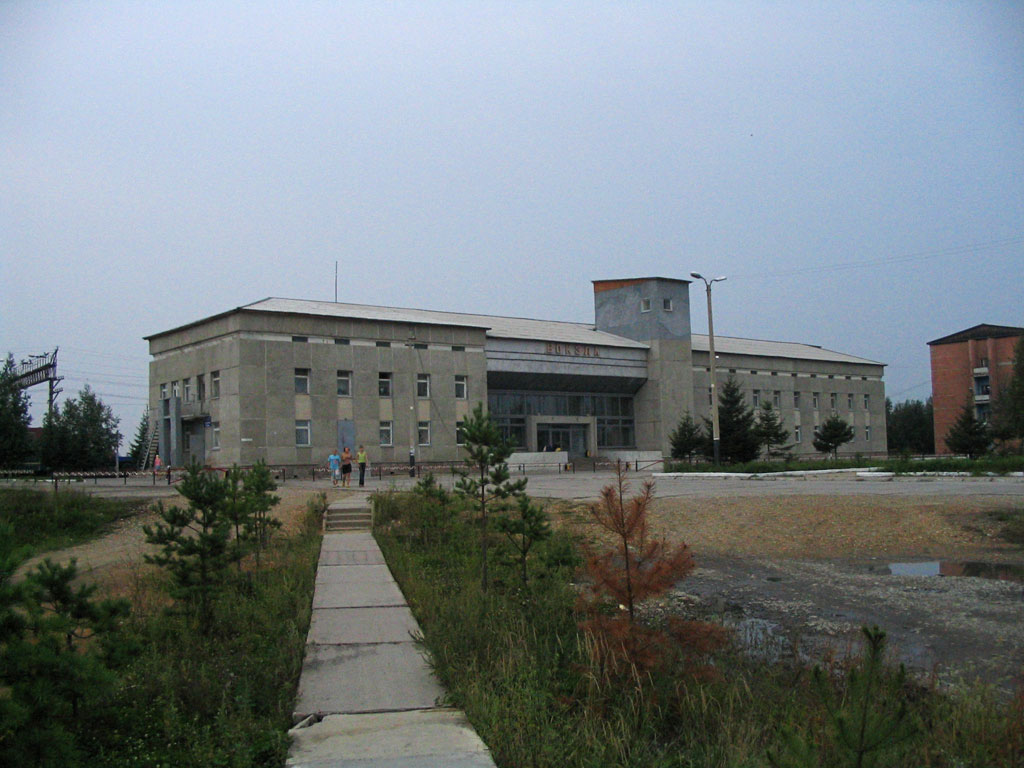
Fevralsk火车站
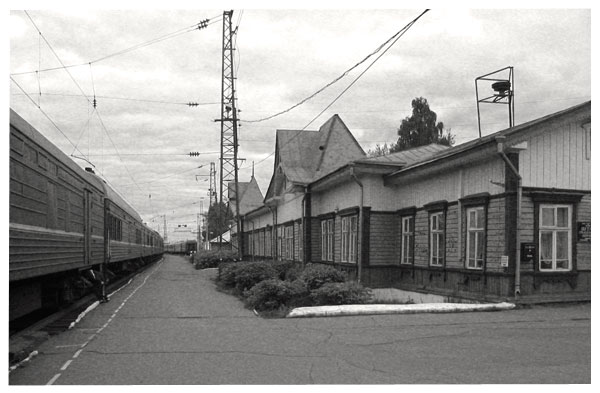
泰舍特站

## 链接
- 穿越西伯利亚的无产阶级列车 （页面存档备份，存于）